# Polana Pawkowa
Polana Pawkowa – polana w  słowackich Tatrach. Znajduje się w dolnej części Doliny Przybyskiej, na zachodnim krańcu Tatr Zachodnich, na prawym brzegu Przybyskiego Potoku. Jest to duża polana, położona na wysokości około 860–950 m n.p.m., na południowych stokach Przełazu i zachodnich stokach Redykalni. Prowadzi przez nią gruntowa droga  z Zuberca przez Dolinę Przybyską do Doliny Suchej. Obecnie znajduje się na obszarze TANAP-u  i jest już częściowo zarośnięta lasem.